# Petavius (kráter)

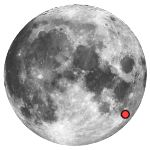
poloha kráteru

Petavius je velký měsíční impaktní kráter o průměru 177 km a hloubce 3400 m, nacházející se na jihovýchod od Mare Fecunditatis, poblíž jihovýchodní měsíční kotliny. Na severozápadním okraji je menší kráter Wrottesley. Na jihovýchodě jsou krátery Palitzsch, Hase a Vallis Palitzsch. Na severu je velký kráter Vendelinus. Petavius vypadá při pohledu ze Země podlouhle kvůli zaoblení měsíčního povrchu.
Vnější stěna Petavia je neobvykle široká v poměru k průměru a zobrazuje dvojitý okraj podél jižní a západní strany. Výška hrany valu se od nejnižšího bodu mění až o 50 % a řada hřbetů vyzařuje ven z kráteru. Konvexní dno kráteru bylo znovu vynořeno lávovým proudem a zobrazuje systém brázd s názvem Rimae Petavius. Velké centrální hory jsou  formace s několika vrcholy, které stoupají až 1700 m nad dno kráteru. Z vrcholů vede hluboký zlom až k jihozápadnímu okraji kráteru.